# 池上彰くんに教えたいニュース
『池上彰くんに教えたいニュース』（いけがみあきらくんにおしえたいニュース）は日本テレビ系列で不定期に放送されていた特別番組である。
キャッチコピーは『日本一のニュース解説のスペシャリスト・池上彰にも知らないことがあった!』、『知の総合格闘技』。

## 概要
ニュース解説者として、教える側に立つことが多い池上彰が教わる側になって学ぶ。
各界の賢人がニュースでは伝えられない今を知るキーワードを池上に教える。

## MC
- 池上彰

## 放送日時
| 回 | 放送日時                    | 司会     | 賢人                                                                                           | スタジオゲスト（通称・アキラー） | 備考 |
| -- | --------------------------- | -------- | ---------------------------------------------------------------------------------------------- | --- | --- |
| 1  | 2011年3月18日 19:00 - 20:54 | 中田有紀 | 渡部陽一、村山斉、岩崎夏海、津田大介、 宍戸健一、P・W・シンガー、上田泰己、 加藤嘉一、Sweetune | 哀川翔、磯野貴理、インパルス、 ゴリ（ガレッジセール）、スザンヌ、冨永愛、 福田花音・和田彩花（スマイレージ）、 道重さゆみ（モーニング娘。） | 『池上彰くんに教えたい10のニュース』のタイトルで放送。 『金曜スーパープライム』枠で放送された。 菅内閣総理大臣（当時）の緊急会見に伴う一時中断のため、 2011年3月27日（日曜日）15:00 - 16:55に改めて、 一部地域を除く全国ネットで再放送された。 |
| 2  | 2013年5月3日 21:00 - 22:54  | 羽鳥慎一 | 森喜朗、沖大幹、塩崎賢明、 阿川佐和子、木村利恵                                                | いとうあさこ、河村隆一、岡田圭右（ますだおかだ）、 鈴木奈々、DaiGo、奈美悦子、眞鍋かをり                                                    | 『池上彰くんに教えたいニュース』のタイトルで放送。 『金曜ロードSHOW!』の特別エンターテインメント （バラエティー枠）第1弾として放送された。 |

## スタッフ
- ナレーション：垂木勉（第2回）
- 構成：桜井慎一、堀江利幸（堀江→第2回）、ヒロハラノブヒコ、小山賢太郎
- TM：江村多加司
- SW：三井隆裕
- CAM：山田祐一
- MIX：中山貴晴（第2回）
- AUD：依田真和
- VE：佐藤大心（第2回）
- 照明：小笠原雅登（第2回）
- 美術プロデューサー：高津光一郎
- デザイン：道勧英樹
- 装置：才原裕二（第2回）
- 電飾：政岡悠一郎（第2回）
- 装飾：米山幸市（第2回）
- 結髪・メイク：奥松かつら（第2回）
- 技術協力：麻布プラザ、NiTRo、ヌーベルバーグ、日放（日放→第2回）
- 美術協力：日テレアート
- モニター：ジャパンテレビ（第2回）
- 編集：細川孝幸（第2回）
- MA：中尾和博（第2回）
- 音効：黒澤隆昌（佳夢音、第2回）、村松聡（佳夢音）
- CG：守屋健太郎（第2回、第1回はタイトル）
- リサーチ：今井紳介
- 編成企画：吉無田剛（第2回）
- 編成：鈴木淳一（第2回）
- 営業推進：梶原美緒（第2回）
- TK：春日千佳子（第2回）
- デスク：田口美和子（第2回）
- AD：中島祥太、池味涼香（共に第2回）
- AP：杉本美雪、飛戸亜紀（共に第2回）
- FD：恵面亮介、武田雄一（共に第2回）
- ディレクター：市野雅一、新沢学、長沼昭悟、米田浩平、丸山太嘉志/加藤宏実、樫出浩行（市野・長沼・米田・加藤・樫出→第2回、長沼→第1回はFM、丸山→第1回は多嘉志名義）
- 演出：笠間崇
- プロデューサー：糸井聖一、今井大輔、上原敏明、大澤裕二、島田勇夫、竹下美佐/宮崎啓子（糸井・今井・宮崎→第2回）
- 総合演出：福士睦（第2回、第1回は企画兼務）
- チーフプロデューサー：安岡喜郎
- 制作協力：U-FIELD、AX-ON、日企
- 製作著作：日本テレビ

### 過去のスタッフ
- ナレーション：小山力也
- CAM：加藤誠一
- MIX：木本文子
- AUD：白水英国
- VE：三山隆浩
- VTR：星勇次
- 照明：名取孝昌
- 美術プロデューサー：山本澄子
- 大道具：工藤俊一
- 装置：田中庸之、糸数青祥
- 特殊効果：根本青作
- メイク：日高綾子
- 技術協力：EAT
- モニター：インターナショナルクリエイティブ
- 編集：大関秀雄
- MA：長谷川真哉
- 協力：マイクロソフト、松田誠
- CG：スタジオエル、森三平
- リサーチ：フォーミュレーション、村上和広
- 編成：下田明宏、土谷幸弘、稲垣眞一
- 宣伝：満松隆一郎
- 営業推進：阿部寿徳
- AD：阿久津裕介、比嘉孝太
- AP：平沢務、平野綾音
- TK：坂本幸子
- デスク：田村麻衣
- FM：岡田直也
- ディレクター：谷中憲、地濃愛、井上芳朗、松藤豪
- プロデューサー：納富隆治、矢澤真／道下綾子、佐藤理恵、遠藤正累
- エグゼグティブプロデューサー：吉川圭三
- チーフプロデューサー：菅賢治